# Jan Karol Łojewski
Jan Karol Łojewski (ur. 24 czerwca 1806 w Krakowie, zm. po 1831) – polski aktor teatralny.
Był absolwentem Warszawskiej Szkoły Dramatycznej, jego debiut miał miejsce prawdopodobnie w jednym z teatrów w Krakowie. W 1829 występował na scenie warszawskiego Teatru Polskiego, po otwarciu we wrześniu tego samego roku Teatru Rozmaitości występował tam w "Słudze dwóch panów" według Carlo Goldoniego jako Bukszpan. Był związany z tym teatrem do 1831, po raz ostatni wystąpił na scenie 13 lutego 1831, grał w "Burmistrzu i oberżyście" według Jeana-Toussainta Merlego dwie role, Garsona i Kancelistę. Jego dalsze losy są nieznane.